# Jesús María Rodríguez Balbín
Jesús María Rodríguez Balbín (Santa Fe de Antioquia, 9 de enero de 1836-Concordia, 30 de julio de 1891) fue un obispo colombiano de la Iglesia católica.

## Vida y obra
Nació en Santa Fe de Antioquia en 9 de enero de 1836. Sus padres fueron Jorge Rodríguez y Gabriela Balbín. Realizó los estudios primarios en la escuela urbana, luego pasó al Seminario de San Fernando para realizar los estudios eclesiásticos. El 8 de diciembre de 1860 fue su ordenación sacerdotal. 
Inicialmente fue profesor del colegio-seminario y capellán de coro de la Catedral de Santa fe de Antioquia. Fue párroco en San Jerónimo, Ebéjico, Sacaojal (hoy Olaya), Liborina, Sabanalarga e Ituango. También ejerció el curato en la parroquia de Buriticá entre 1868 y 1873 y en este último año fue nombrado canónigo de la catedral. Desde en 1877 gobernó la diócesis por ausencia de Monseñor Joaquín Guillermo González quien se encontraba oculto en Yarumal por la persecución de los gobiernos radicales. Pero monseñor Rodríguez Balbín también fue perseguido por el gobierno radical, por lo cual se escondió en las montañas de Buriticá, pero fue apresado y puesto en prisión. Fue liberado en 1878, nuevamente fue aprehendido en 1879 y en calidad de tal vivió en Medellín y en Sopetrán.
Monseñor González renunció al gobierno de la diócesis en 1882, año en que comenzó hacer afectado por una grave enfermedad (litiasis vesicular) de la que se suponía le costaría la vida. Más adelante por los trámites de un canónigo de Antioquia y las peticiones del clero obtuvieron que el presbítero Rodríguez fuera nombrado para la sede episcopal. Fue consagrado como nuevo obispo de Antioquia el 21 de octubre de 1883 y tomó posesión de su sede el 12 de noviembre siguiente. 
El trabajo pastoral de Monseñor Rodríguez fue muy productivo. Organizó la diócesis y cuidó por sus derechos, esclareció los límites con la diócesis de Medellín (1886), estableció el periódico “El Monitor” e integró el capítulo catedralicio. Viajó en 1887 a Roma para la visita “Ad limina” y estuvo presente en el jubileo sacerdotal del Papa León XIII. En 1888 obtuvo la Comunidad Eudista para el Seminario. Visitó varias veces todas las parroquias de la diócesis. El Papa lo honro con tres títulos pontificios: Prelado Doméstico de su Santidad, Asistente al Solio Pontificio y Conde Romano. 
Mientras realizaba una visita pastoral en el suroeste antioqueño, murió en Concordia el 30 de julio de 1891. Sus restos fueron trasladados a Santa Fe de Antioquia en 1898 y actualmente se encuentran en la cripta de los obispos, debajo del presbiterio de la catedral. Por permiso especial de la Santa Sede, Monseñor Rodríguez utilizó el color azul en sus vestimentas episcopales (sotana, muceta y cauda).